# Хилари Мантел
Даме Хилари Мари Мантел (енгл. Dame Hilary Mary Mantel,(/mænˈtɛl/ ; рођена Томпсон ; 6. јул 1952 – 22. септембар 2022) била је британска књижевница чије дело обухвата историјску фикцију, личне мемоаре и кратке приче. Њен први објављени роман, Every Day Is Mother's Day, (Сваки дан је мајчин дан), објављен је 1985. Написала је 12 романа, две збирке кратких прича, личне мемоаре и бројне чланке и мишљења.
Мантел је два пута освојила Букерову награду: прва је била за њен роман Wolf Hall (Вучје легло) из 2009. године, измишљени приказ успона Томаса Кромвела на власт на двору Хенри VIII Тјудора, а друга је за њен наставак Bring Up the Bodies (Лешеве на видело) из 2012. године. Трећи део Кромвелове трилогије, The Mirror and the Light (Огледало и светлост), нашао се на дугој листи за исту награду. Трилогија је продата у више од 5 милиона примерака.

## Рани живот
Хилари Мери Томпсон је рођена 6. јула 1952. у Глосопу, у Дербиширу, као најстарија од троје деце, са два млађа брата, и одрасла као римокатолик  у селу Хадфилд, где је похађала Римокатоличку основну школу St. Charles.
Њени родитељи, Маргарет (рођена Фостер) и Хенри Томпсон (чиновник), били су католици ирског порекла, рођени у Енглеској. Када је Мантел имала седам година, љубавник њене мајке, Џек Мантел, преселио се код њих. Са њеном мајком је делио спаваћу собу, док се њен отац преселио у другу собу. Четири године касније, када је имала једанаест година, породица се, осим њеног оца, преселила у Ромели, Чешир, како би побегла од локалних трачева. Никада више није видела свог оца.
Када се породица преселила, Џек Мантел (1932–1995)  постао је њен незванични очух, а она је легално узела његово презиме. Похађала је школу Харитаун манастира у Ромилију у Чеширу.
Године 1970. почела је да студира право на Лондонској школи економије. Прешла је на Универзитет у Шефилду и дипломирала као дипломирани правник 1973. Након универзитета, Мантел је радила у одељењу за социјални рад геријатријске болнице, а затим као асистент продаје у робној кући Кендалс у Манчестеру.
Године 1973. удала се за Гералда Мекјуена, геолога. Године 1974. почела је да пише роман о Француској револуцији, али није успела да пронађе издавача (на крају је објављен као A Place of Greater Safety (Смрт - последње уточиште) 1992). Године 1977. Мантел се са супругом преселила у Боцвану, где су живели наредних пет година. Касније су провели четири године у Џеди, у Саудијској Арабији. Касније је рекла да је напуштање Џеде осећала као „најсрећнији дан у [њеном] животу“; објавила је мемоаре о овом периоду у The Spectator, и >London Review of Books.

## Књижевна каријера
Мантелов први роман, Every Day Is Mother's Day, објављен је 1985. године, а његов наставак, Vacant Possession (Празан посед), годину дана касније. По повратку у Енглеску, постала је филмски критичар филма The Spectator, на тој функцији од 1987. до 1991. и рецензент бројних листова и часописа у Британији и Сједињеним Државама.
Њен трећи роман, Eight Months on Ghazzah Street (Осам месеци на Улици Газа) (1988), осврнуо се на њен живот у Саудијској Арабији. Представља претећи сукоб вредности између суседа у градском стамбеном блоку како би се истражиле тензије између исламске културе и либералног Запада. Њен роман Fludd (1989) који је освојио Меморијалну награду Винифред Холтби смештен је у 1956. у фиктивном северном селу званом Фетхерхоугхтон, у чијем средишту су римокатоличка црква и самостан. Тајанствени странац доноси промене у животима оних око њега.
Мантел је била судија за Букерову награду 1990. године, када је роман Антоније Сузан Бајат Possession (Занесеност) добио награду.
A Place of Greater Safety (Безбедно место) (1992) освојила је награду Sunday Express за књигу године, за коју су њене две претходне књиге биле у ужем избору. Дуг и историјски тачан роман, прати каријеру тројице француских револуционара, Дантона, Робеспјера и Камила Дезмулена, од детињства до њихове ране смрти током владавине терора 1794.
A Change of Climate (Промена климе) (1994), смештена у рурални Норфолк, истражује животе Ралфа и Ане Елдред, док одгајају своје четворо деце и посвећују своје животе добротворним акцијама. Укључује поглавља о њиховом раном брачном животу као мисионарки у Јужној Африци, када су били затворени и депортовани у Бечуану, и трагедији која се тамо догодила.
An Experiment in Love (Експеримент у љубави) (1996), који је освојио Hawthornden Prize, одвија се током два универзитетска мандата 1970. Прати напредак три девојке – две пријатељице и једног непријатеља – док одлазе од куће и похађају универзитет у Лондону. Маргарет Тачер се појављује у камео у овом роману, који истражује апетите и амбиције жена, и сугерише како су оне често осујећене. Иако је Мантел користила материјал из свог живота, то није аутобиографски роман.
Њена следећа књига, The Giant, O'Brien (1998), смештена је у 1780-те, и заснована је на истинитој причи Чарлса Бирна (или О'Бриена). Дошао је у Лондон да заради новац приказујући се као наказа. Његове кости данас висе у Музеју Краљевског колеџа хирурга. Роман третира О'Брајена и његовог антагонисту, шкотског хирурга Џона Хантера, мање као ликове у историји него као митске протагонисте мрачне и насилне бајке, неопходне жртве доба просветитељства. Она је адаптирала књигу за ББЦ Радио 4, у представи у којој су глумили Алекс Нортон (као Хантер) и Френсис Томелти.
Мантел је 2003. објавила своје мемоаре, Giving Up the Ghost (Испунити душу), који су освојили награду МИНД "Књига године". Исте године објавила је збирку кратких прича, Learning To Talk. Све приче се баве детињством и, заједно, књиге показују како су догађаји у животу посредовани као фикција. Њен роман из 2005. Beyond Black (Мимо црнила), ушао је у ужи избор за награду Оранге, а дуго за Букерову награду 2005. Романописац Пат Баркер рекао је да је то „књига која је заправо требала да добије Букера“. Смештен у касне 1990-те и ране 2000-те, приказује професионалног медија, Алисон Харт, чија смирена и весела спољашњост крије гротескно психичко оштећење. Она прати около са њом групом "злобова", који су невидљиви, али су увек на ивици да постану месо.
Дуги роман Wolf Hall (Вучје легло) о министру Хенрија VIII Тјудора Томасу Кромвелу, објављен је 2009. године уз похвале критике.  Књига је те године добила Букерову награду и, након што је освојила награду, Мантел је рекла: „Могу вам рећи у овом тренутку да срећно летим кроз ваздух“. Судије су гласале три према два у корист Wolf Hall-а за награду. Мантеловој је уручен трофеј и новчана награда од 50.000 фунти током вечерње церемоније у Guildhall-у у Лондону. Судско веће, које је предводио емитер Џејмс Наути, описао је Wolf Hall као „изванредан комад приповедања“. Уочи награде, књигу су кладионице подржале као фаворита и чинила је 45% продаје свих номинованих књига. Био је то први фаворит од 2002. за освајање награде. Приликом примања награде, Мантел је рекла да ће новац од награде потрошити на "секс, дрогу и рокенрол".
Наставак  Wolf Hall, под називом Bring Up the Bodies (Лешеве на видело), објављен је у мају 2012. године и добио је широко признање. Освојио је Награду Коста године 2012. и Букерову награду 2012.; Мантел је тако постала први британски писац и прва жена која је више пута освојила Букерову награду. Мантел је била четврти аутор који је добио награду два пута, након Џ. М. Куција, Peter Careyey-а и J. G. Farrell-а. Ова награда је такође учинила Мантелову првим аутором који је добио награду за наставак неке књиге. Књиге су адаптиране у драме од стране Краљевске Шекспирове компаније, а продуцирао их је као мини-серију ББЦ . Мантел је 2020. објавила трећи роман трилогије о Томасу Кромвелу, под називом The Mirror and the Light (Огледало и светлост). Огледало и светлост изабрано је за дугу листу за Букерову награду 2020.
Мантел је 2014. године објавила збирку од 10 кратких прича, Assassination of Margaret Thatcher (Убиство Маргарет Тачер), коју је The Guardian назвао „погрешним, али упијајућим избором“ издвајајући причу Опростите на узнемиравању за похвалу. The New York Times је описао колекцију као „нараторе који су споља много кроткији и изнутра турбулентнији од краљевских убица и луткара који су толико вољени у њеној историјској фикцији“. Контроверзна насловна прича говори о атентатору који се прерушава у водоинсталатера и преузима стан преко пута болнице у којој је премијерка на операцији ока. Жена која је власник стана, а која је у ствари талац, испада изненађујуће саосећајна са атентаторовим циљем.
Такође је радила на краткој публицистичкој књизи, под насловом The Woman Who Died of Robespierre (Жена која је умрла од Робеспјера), о пољској драматургињи Станислави Пшибишевској. Мантел је такође писао критике и есеје, углавном за The Guardian, London Review of Books  и New York Review of Books. Програм The Culture Show на BBC Two емитовао је профил Мантелове 17. септембра 2011.
У децембру 2016, Мантел је разговарала са уредником Kenyon Review-а Дејвидом Х. Лином на КР Подцаст-у  о начину на који се објављују историјски романи, како је живети у свету једног лика више од десет година, пишући за сцену, и последњу књигу у њеној трилогији Томаса Кромвела, The Mirror and the Light (Огледало и светлост).
Одржала је пет Рајтових предавања 2017. на BBC Radio Four, говорећи о теми историјске фикције.  Њено последње од ових предавања било је на тему адаптације историјских романа за сцену или платно. Мантелова предавања је одабрао његов продуцент, Џим Франк, међу најбоља у дуготрајној серији.

## Лични живот и смрт
Мантел се удала за Џералда Мекјуена 1973. Развели су се 1981. али су се поново венчали 1982. Мекјуен је одустао од геологије да би водио посао своје жене. Живели су у Будли Салтертону у Девону. 
Током својих двадесетих, Мантел је имала исцрпљујућу и болну болест. Првобитно јој је дијагностикована психијатријска болест, хоспитализована је и лечена антипсихотицима, што је наводно изазвало психотичне симптоме. Као последица тога, Мантел се неколико година уздржавала од тражења лекарске помоћи. Коначно, у Боцвани и очајна, консултовала је медицински уџбеник и схватила да вероватно пати од тешког облика ендометриозе, дијагнозе коју су потврдили лекари у Лондону. Стање и оно што је у то време било неопходно лечење – хируршка менопауза у 27. години – учинило је да она није могла да има децу и наставила да јој ремети живот. Касније је рекла „промишљали сте кроз питања плодности и менопаузе и шта значи бити без деце јер се све то догодило катастрофално“. Ово је навело Мантелову да види тело проблематизоване жене као тему у свом писању. Касније је постала покровитељ Ендометриосис СХЕ Труст.
Мантел је преминула 22. септембра 2022. у 70. години у болници у Ексетеру од компликација можданог удара који се догодио три дана раније.

## Погледи
Током својих универзитетских година, Мантел се идентификовала као социјалисткиња и била је чланица Савеза младих комуниста.

### Коментари о краљевској породици
У говору о медијима и краљевским женама у Британском музеју 2013. године, Мантел је прокоментарисала Кетрин Мидлтон, тадашњу војвоткињу од Кембриџа, рекавши да је Мидлтон била принуђена да се јавно представи као „манекенка из излога“ без личности чија је једина сврха да испоручити престолонаследника. Мантел је проширирила ове погледе у есеју Краљевска тела за Лондонски преглед књига (ЛРБ): „Можда је читав феномен монархије ирационалан, али то не значи да када га погледамо треба да се понашају као гледаоци у Бедламу. Весела радозналост лако може постати суровост".
Ове примедбе подстакле су значајну јавну дебату. Лидер опозиције Ед Милибанд и премијер Дејвид Камерон критиковали су Ментелове изјаве, док је Џемима Кан стала у одбрану Мантелове. Zing Tsjeng је похвалио есеј ЛРБ, сматрајући да је „јасноћа прозе и анализе једноставно невероватна“.

### Маргарет Тачер
У септембру 2014. године, у интервјуу објављеном у The Guardian-у, Мантел је рекла да је маштала о убиству британске премијерке Маргарет Тачер 1983. и измислила је тај догађај у краткој причи под називом The Assassination of Margaret Thatcher: 6 August 1983 (Атентат на Маргарет Тачер: 6. август 1983). Тачерови савезници позвали су је на полицијску истрагу, на шта је Мантел одговорила: „Довођење полиције на истрагу било је изнад свега што сам могла да планирам или чему се надам, јер их одмах излаже руглу.

### Коментари о католичанству
Мантел је говорила о својим религиозним ставовима у својим мемоарима из 2003. године, Giving Up the Ghost (Испустити душу). Одгајана као римокатолик, престала је да верује са 12 година, али је рекла да је религија оставила трајни траг на њу:
Оно што ми је речено схватила сам заиста озбиљно, то је створило веома интензивну навику интроспекције и самопреиспитивања и страшну строгост према себи. Тако да никад ништа није било довољно добро. То је као да поставите полицајца, и то још једног који стално мења закон.
У интервјуу за The Daily Telegraph 2013. године, Мантел је изјавила: „Мислим да Католичка црква данас није институција за угледне људе. [...] Када сам била дете питала сам се зашто свештеници и часне сестре нису љубазнији људи. Мислим да су они међу најгорим људима које сам познавала."  Ове изјаве, као и теме које је истраживао у њеном ранијем роману Флудд, навеле су католичког бискупа Марка О'Тула да прокоментарише: „Тамо постоји антикатоличка нит, нема сумње у то. Волф Хол није неутралан“.

### Новеле
- Серијал Every Day Is Mother's Day (Сваки дан је мајчин дан):
  - Every Day Is Mother's Day (Сваки дан је мајчин дан), Chatto & Windus, 1985.
  - Vacant Possession (Празан посед) : Chatto & Windus, 1986.
- Eight Months on Ghazzah Street (Осам несеци на Улици Газа), Viking Press, 1988.
- Fludd (Флад), Viking Press, 1989.
- A Place of Greater Safety (Смрт - последње уточиште) : Viking Press, 1992.
- A Change of Climate (Промена климе) : Viking Press, 1994.
- An Experiment in Love (Експеримент у љубави), Viking Press, 1995.[70]
- The Giant, O'Brien (O'Брајен, џин), Fourth Estate, 1998.
- Beyond Black (Мимо црнила), Fourth Estate, 2005.
- Серијал о Томасу Кромвелу:
  1. Wolf Hall (Вучје легло),  Fourth Estate, 2009.[71]
  2. Bring Up the Bodies (Лешеве на видело), Fourth Estate, 2012.[72]
  3. The Mirror & the Light (Огледало и светлост), Fourth Estate, 5. март 2020.

### Збирке кратких прича
- Learning to Talk (Учити разговарати), Fourth Estate, 2003.
  - King Billy Is a Gentleman
  - Destroyed
  - Curved Is the Line of Beauty
  - Learning to Talk
  - Third Floor Rising
  - The Clean Slate
- The Assassination of Margaret Thatcher (Убиство Маргарет Тачер), Fourth Estate, 2014.[73][74]
  - Sorry to Disturb
  - Comma
  - The Long QT
  - Winter Break
  - Harley Street
  - Offences Against the Person
  - How Shall I Know You?
  - The Heart Fails Without Warning
  - Terminus
  - The English School
  - The Assassination of Margaret Thatcher

### Мемоари
- Giving Up the Ghost (Испунити душу), Fourth Estate, 2003.

### Одабрани чланци и есеји
- Реалиста са крилима, Књижевна ревија, септембар 1996.
- Бол у пустињи, Књижевна ревија, септембар 1989.
- Какав је ово човек, са својом гомилом жена око себе!, London Review of Books, 30. март 2000.
- Неке девојке желе да изађу, London Review of Books, в. 26 бр. 5, стр. 14–18, 4. март 2004.
- Дневник, London Review of Books, 4. новембар 2010.
- Кинсела у својој рупи – прича, London Review of Books, 19. мај 2016.
- Краљевска тела, London Review of Books, 21. фебруар 2013.
- Измрљајте, избришите, обришите: Како је ауторка пронашла свој глас и зашто би сви писци требало да се одупру пориву да промене своје изговорене речи, Индекс цензуре, септембар 2016.

## Награде и почасти

### Књижевне награде
- 1987 - The Spectator Shiva Naipaul prize за путопис[75][76] for Last Morning in Al Hamra[16]
- 1990 - Southern Arts Literature Prize за Fludd (Флад)[77]
- 1990 - Cheltenham Prize за Fludd (Флад)[77]
- 1990 - Меморијална награда Винифред Холтби за Fludd (Флад)[78]
- 1992 - Sunday Express Book of the Year за A Place of Greater Safety (Смрт - последње уточиште)[79]
- 1996 - Hawthornden Prize за An Experiment in Love (Експеримент у љубави)[80]
- 2003 - MIND Book of the Year за Giving Up the Ghost (Испунити душу)[81]
- 2009 - Награда Букер за Wolf Hall (Вучје легло)[34]
- 2009 - Национална награда круга књижевних критичара за Wolf Hall (Вучје легло)[82]
- 2010 - Награда Валтера Скота за Wolf Hall (Вучје легло)[83]
- 2010 - Британски аутор године, Waterstones Book Awards, за Wolf Hall (Вучје легло)[84]
- 2012 - Награда Букер за Bring Up the Bodies (Лешеве на видело)[42]
- 2012 - Британски аутор године, British Book Awards, за Bring Up the Bodies (Лешеве на видело)[85]
- 2012 - Награда за роман и књигу године, Награда Коста, за Bring Up the Bodies (Лешеве на видело)[86][87][88]
- 2013 - David Cohen Prize[89]
- 2013 - Literature prize, South Bank Show Awards, за Bring up the Bodies (Лешеве на видело)[90]
- 2016 - British Academy President's Medal[91]
- 2016 - Kenyon Review Award за Literary Achievement[92][93]

### Почасти
- 2006 - Командант Ордена Британског царства у част рођендана 2006. године.[94]
- 2009 - Почасни докторат књижевности са Sheffield Hallam University[95]
- 2011 - Почасни докторат књижевности са University of Exeter[96]
- 2011 - Почасни докторат књижевности са Kingston University[97]
- 2013 - Почасни докторат књижевности са Универзитета у Кембриџу[98]
- 2013 - Почасни докторат књижевности са University of Derby[99]
- 2013 - Почасни докторат књижевности са Bath Spa University[100]
- 2014 - Даме командант Ордена Британског царства у част рођендана 2014, за заслуге у књижевностиe[101]
- 2015 - Почасни докторат књижевности са London School of Economics[102]
- 2015 - Почасни докторат књижевности са Универзитета у Оксфорду[103]
- 2015 - Почасни степен од Oxford Brookes University[104]